# Hex FRVR
《Hex FRVR》是一款2015年的益智遊戲，由獨立遊戲開發者Chris Benjaminsen製作，玩家必須在空的六邊形棋盤上放置棋子，將棋子在棋盤上連成一線。此遊戲最初僅是測試性質，但在發布之後獲得廣泛的迴響。

## 遊戲機制
遊戲棋盤是由為每邊5個、合計61個小六邊形空格組成的大六邊形，玩家每次可在三枚棋子中選擇一枚，將它放到棋盤的空格上，當一條線上的每個空格都被棋子填滿時，棋子就會被削去，玩家因此而得分。玩家可一次削去多條線，當玩家無法再放置棋子時，遊戲便結束。

## 開發
《Hex FRVR》由Chris Benjaminsen製作，目的是測試自己的HTML5技術，在最初的設計中，此遊戲是紙牌遊戲，之後他打算嘗試別的可能。此遊戲基於《第二人生》內的小遊戲，Chris Benjaminsen表示：「我很多朋友因為這款遊戲廢寢忘食，我想這代表我已經成功了」。他還表示「在遊戲加入配樂和音效後，這遊戲更是令人上癮」。遊戲在2015年八月發布，行動裝置版於同年十月發布。

## 評價
Chris Benjaminsen在Reddit上開始推廣這款遊戲，獲得超過1500則回應並持續走紅，Chris Benjaminsen表示Reddit上的貼文絕對是讓遊戲一砲而紅的原因。發布後第五天，Chris Benjaminsen表示「所有玩家的遊戲時間合計超過了四年」。
Tom Senior為《PC Gamer》雜誌撰寫了一篇評論，題為〈Hex FRVR：最殺時間的益智遊戲〉（Hex FRVR: the perfect procrastination puzzle game），文中稱讚此遊戲易於上手、節奏明快，而包括他在內的許多玩家都稱這款遊戲極易使人上癮。